# Amt Bad Liebenwerda
Das Amt Bad Liebenwerda war ein 1992 gebildetes Amt im Land Brandenburg, in dem sich sieben Gemeinden im damaligen Kreis Bad Liebenwerda (nach der Kreisreform im Jahr 1993 im Landkreis Elbe-Elster, Brandenburg) zu einem Verwaltungsverbund zusammengeschlossen hatten. Sitz der Amtsverwaltung war in der Stadt Bad Liebenwerda. Es wurde bereits 1993 wieder aufgelöst, die amtsangehörigen Gemeinden durch das Dritte Gesetz zur Gemeindegliederung im Land Brandenburg in die Stadt Bad Liebenwerda eingegliedert. Das Amt Bad Liebenwerda hatte Ende 1992 9032 Einwohner.

## Geographische Lage
Das Amt Bad Liebenwerda grenzte im Norden an die Ämter Wahrenbrück und Elsterland, im Osten an das Amt Plessa, im Südosten an die Stadt Elsterwerda und das Amt Röderland, im Süden an den Freistaat Sachsen und im Westen an das Amt Mühlberg/Elbe.

## Geschichte
Der Minister des Innern des Landes Brandenburg erteilte am 13. Juli 1992 seine Zustimmung zur Bildung des Amtes Bad Liebenwerda. Als Zeitpunkt des Zustandekommens des Amtes wurde der 21. Juli 1992 festgelegt. Das Amt hatte seinen Sitz in der Stadt Bad Liebenwerda und bestand aus sieben Gemeinden im damaligen Kreis Bad Liebenwerda (in der Reihenfolge ihrer Nennung im Amtsblatt):
1. Theisa
2. Thalberg
3. Zobersdorf
4. Prieschka
5. Kröbeln
6. Neuburxdorf
7. Stadt Bad Liebenwerda

Die Gemeinden Kröbeln, Neuburxdorf, Prieschka, Theisa, Thalberg und Zobersdorf wurden zum 5./6. Dezember 1993 durch das Dritte Gesetz zur Gemeindegliederung im Land Brandenburg in die Stadt Bad Liebenwerda eingegliedert. Das Amt Bad Liebenwerda wurde wieder aufgelöst.